# مسابقات التهجئة

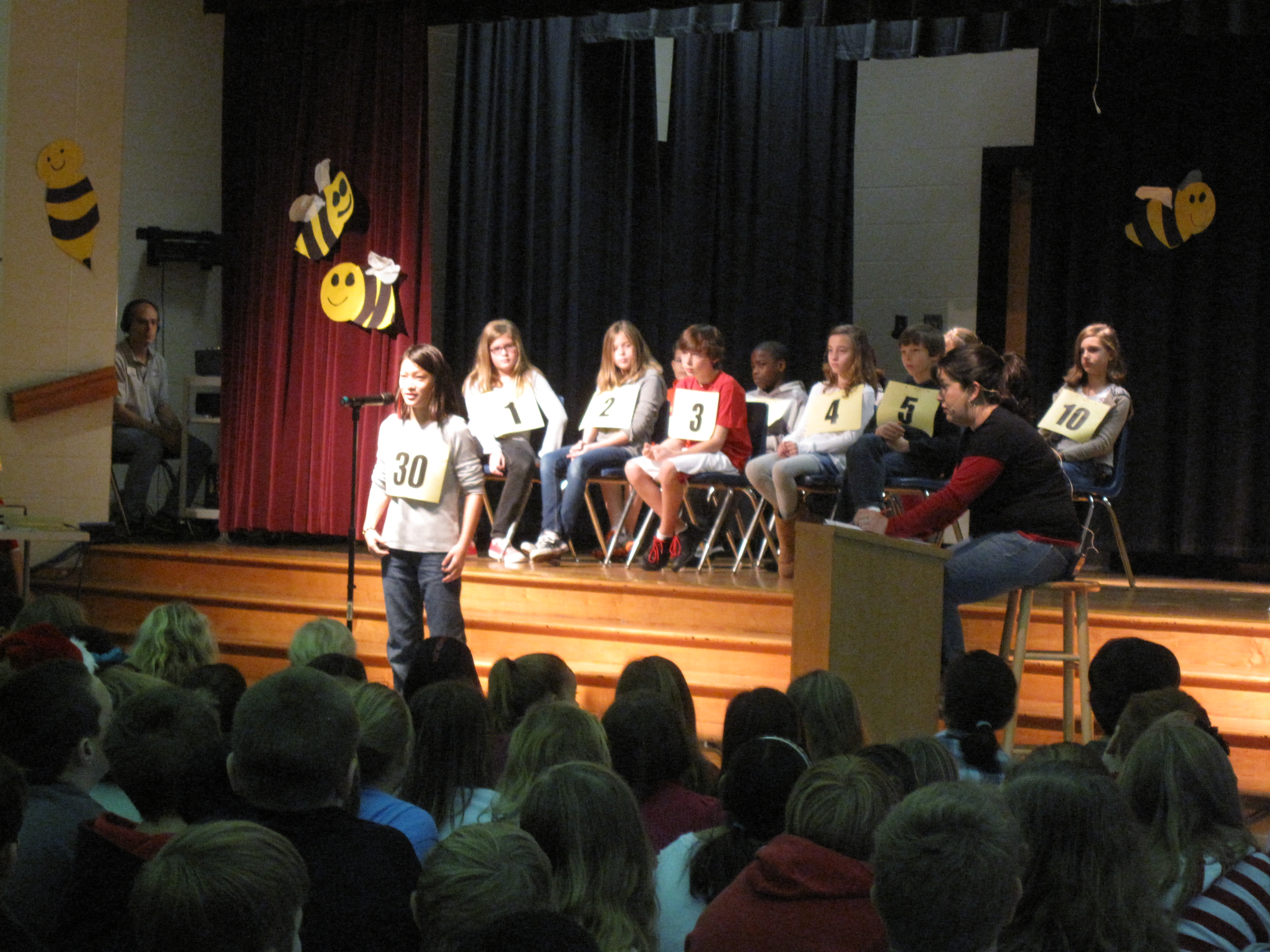
مسابقة مسابقة هجاء في مدرسة ابتدائية، مع هجّاء يخاطب جمهورًا وحَكَم، مع متسابقين آخرين في الخلف.

مُسابقَةُ التهجِئَة هي مسابقة؛ حيث المتسابقين يتم سؤالهم لتهجئة مجموعة واسعة من الكلمات، عادةً مع درجات متفاوتة من الصعوبة. للمنافسة، يجب للمتسابقين حفظ تهجئات الكلمات كما هي مكتوبة في القواميس، وتلاوتها وفقًا لذلك.
يُعتقد أن المفهوم نشأ في الولايات المتحدة الأميركية، وتقريبًا يقتصر على اللغة الإنجليزية، لأن إملاءها غير العادي إلى حدٍ كبير يمثل الكثير من التحديات للمتنافسين مقارنةً باللغات مع تهجئات صوتية نسبية.
أصبحت أحداث مسابقات التهجئة، إلى جانب أشكالها المختلفة، تُعقد الآن أيضًا في بعض البلدان الأخرى حول العالم.